# Krešimir Kovačević
Krešimir Kovačević (* 7. August 1994 in Treuchtlingen, Deutschland) ist ein kroatischer Fußballspieler.

## Karriere
Kovačević begann seine Karriere beim NK Sesvetski Kraljevec. 2010 wechselte er zum NK Sesvete. Im Mai 2013 spielte er gegen den NK Imotski erstmals für die Kampfmannschaft von Sesvete in der 2. HNL. Im Sommer 2013 wurde er für ein halbes Jahr an den NK Dubrava verliehen. Nach seiner Rückkehr absolvierte er noch elf weitere Spiele für Sesvete in der zweiten kroatischen Liga, ehe er in der Winterpause der Saison 2014/15 zum NK Dugo Selo wechselte.
Im Januar 2016 wechselte er nach Österreich, wo er sich dem sechstklassigen SC Bad Tatzmannsdorf anschloss. Nach zwei Jahren im Burgenland wechselte er im Januar 2018 zu den Amateuren des TSV Hartberg. Im März 2018 stand er gegen den SC Wiener Neustadt zudem erstmals im Kader der Profis. Sein Debüt für Hartberg in der zweiten Liga gab er im selben Monat, als er am 25. Spieltag der Saison 2017/18 gegen die SV Ried in der Startelf stand und in der 62. Minute durch Zakaria Sanogo ersetzt wurde.
Mit Hartberg konnte er 2018 in die Bundesliga aufsteigen. Nach der Saison 2018/19 verließ er Hartberg. Nach mehreren Monaten ohne Verein kehrte er im November 2019 nach Kroatien zurück und wechselte zum Zweitligisten NK Kustošija Zagreb. Nach vier Einsätzen für Kustošija in der 2. HNL, in denen er zwei Tore erzielte, wechselte er im Januar 2020 wieder nach Österreich und schloss sich dem Zweitligisten SV Lafnitz an. Nach 14 Zweitligaeinsätzen für die Steirer, in denen er sechs Tore erzielte, verließ er den Verein nach der Saison 2019/20 wieder.
Daraufhin wechselte er zur Saison 2020/21 in den Kosovo zum Erstligisten KF Feronikeli. Ohne ein Spiel für Feronikeli zu machen, verließ er die Kosovaren bereits im Oktober 2020 wieder und kehrte nach Kroatien zurück, wo er sich dem Erstligisten Lokomotiva Zagreb anschloss. Für Lokomotiva kam er zweimal in der 1. HNL zum Einsatz. Im Januar 2021 wechselte er nach Zypern zu Ermis Aradippou. Für Ermis absolvierte er 16 Partien in der First Division, mit dem Klub stieg er am Ende der Saison allerdings aus dieser ab. Daraufhin verließ Kovačević die Mittelmeerinsel auch.
Nach zwei Monaten ohne Klub wechselte der Stürmer im September 2021 erneut nach Österreich, diesmal zum Zweitligisten SKN St. Pölten, bei dem er einen bis Juni 2022 laufenden Vertrag erhielt. Für den SKN kam er zu 21 Zweitligaeinsätzen, in denen er achtmal traf. Nach seinem Vertragsende verließ er den Verein nach der Saison 2021/22 wieder. Daraufhin wechselte er im August 2022 zum israelischen Zweitligisten Hapoel Akko.